# Hwawon
Hwawon sau Dohwaseo este Academia Regală de Arte Frumoase din Joseon. Principalul scop al școlii era de a forma pictori care să devină ulterior capabili de a picta portrete regale. Regulamentul școlii Dohwaseo era unul foarte strict , iar unitatea era destinata exclusiv pictorilor de sex masculin.